# Kanaal Stolpen-Schagen
Het Kanaal Stolpen-Schagen is een kanaal in de provincie Noord-Holland en verbindt de haven van Schagen met het Noordhollandsch Kanaal ter hoogte van De Stolpen. Het kanaal is 4,4 km lang en doorsnijdt de Westfriese Omringdijk. In het kanaal bevinden zich twee beweegbare bruggen. Het kanaal is aangelegd tussen 1934 en 1936. Noordelijk van de haven in Schagen is er een aftakking naar Kolhorn: het Schagerkoggekanaal.